# 帕利德峰
72°23′S 96°13′W / 72.383°S 96.217°W
帕利德峰（英語：Pallid Crest），是南極洲的山峰，位於埃爾斯沃思地的瑟斯頓島東南部，處於蒂爾尼半島以西3.7公里，由美國南極名稱諮詢委員會命名，現時由南極條約體系管理。